# Polisulfeto de fenileno

Poli(sulfeto de p-fenileno)

Poli (sulfeto de p-fenileno) ou PPS (do inglês polyphenylene sulfide) é um polímero orgânico consistindo de anéis aromático ligados com grupos sulfetos, caracterizando-se como um politioéter. Fibras sintéticas e têxteis derivados deste polímero são conhecidos por resistirem ao ataque químico e térmico. PPS é usado para produzir filtros de ar para caldeiras a carvão, feltros para a fabricação de papel, making felts, isolamento elétrico, especialmente membranas, juntas, e anéis de vedação. PPS é o precursor para um polímero condutor da família de polímeros semi-frexíveis. O PPS, que é sobretudo um isolante, pode ser convertido para a forma semicondutora por oxidação ou pela utilização de dopantes.